# 亞速海擬鯉
亞速海擬鯉（学名：Rutilus heckelii）为輻鰭魚綱鯉形目雅羅魚科的一個種，分布於黑海及亞速海地區，進入頓河、庫班河、第聶伯河、聶斯特河和多瑙河流域，本魚體側扁，嘴下位，虹膜從銀色到黃色，胸鰭、腹鰭和臀鰭灰色，邊緣深色； 繁殖中的雄性頭部有分散的結節，兩側鱗片有結節，體長可達43公分，棲息於淡水、半鹹水水域，在海上，成魚在2.5至4公尺深度和2-4 ppt鹽度處最為豐富，八月開始往海岸集結，九月開始往河流移動，十月達到高峰，十一月底停止遷徙，在主要河流或河口越冬，隨著三月冰層的破裂，繼續產卵遷徙， 4-5月繁殖，成魚產卵後立即遷回河口覓食，幼魚在八月的第一個夏天遷移到河口，屬肉食性，以無脊椎動物及甲殼類等為食，可作為食用魚，通常用鹽醃漬後風乾食用。